# 下陶恩山脈

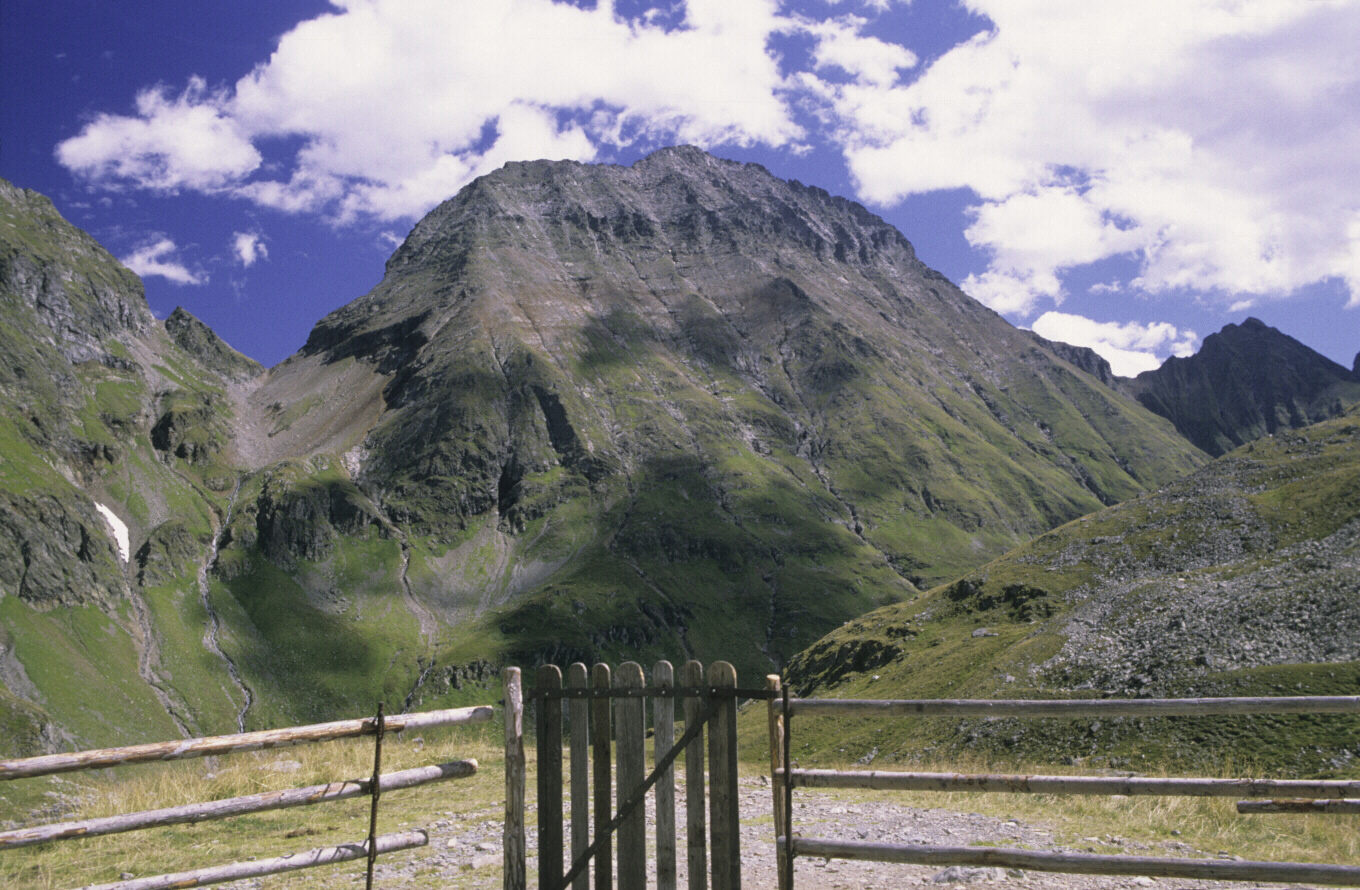

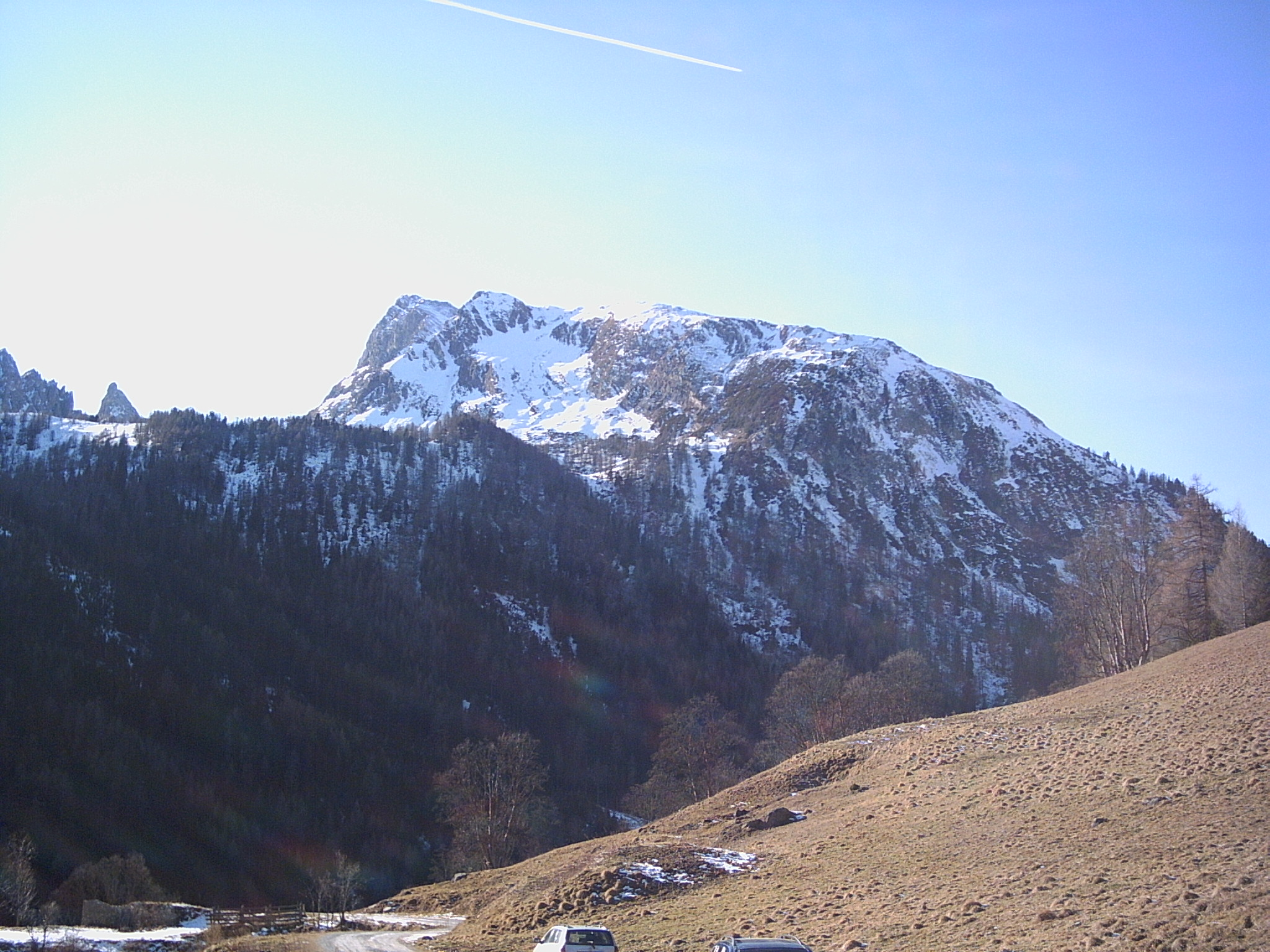

下陶恩山脈是奧地利的山脈，是中阿爾卑斯山脈的一部分，橫跨薩爾茨堡州和施蒂利亞州，最高點海拔高度2,863米，山體由變質岩和沉積岩組成